# Peter Gašperšič
Peter Gašperšič (ur. 19 września 1965 w Novo mesto) – słoweński inżynier, menedżer i urzędnik państwowy, sekretarz stanu, w latach 2014–2018 minister infrastruktury.

## Życiorys
Ukończył studia na wydziale inżynierii lądowej i geodezji Uniwersytetu Lublańskiego, jego praca magisterska uzyskała wyróżnienie. Kształcił się w zakresie bezpieczeństwa sejsmicznego budowli w Stanach Zjednoczonych, uzyskał doktorat nauk technicznych w specjalności budownictwo. Pracował jako nauczyciel akademicki i menedżer w przedsiębiorstwach budowlanych. Następnie przez ponad 10 lat zatrudniony w administracji państwowej w działach infrastruktury i transportu, zajmował m.in. stanowisko sekretarza stanu w resorcie środowiska i zagospodarowania przestrzennego.
18 września 2014 powołany na stanowisko ministra infrastruktury w rządzie Mira Cerara (z rekomendacji partii premiera). Zakończył pełnienie tej funkcji wraz z całym gabinetem we wrześniu 2018.